# Карпендоло
Карпендоло је насеље у Италији у округу Бреша, региону Ломбардија.
Према процени из 2011. у насељу је живело 11589 становника. Насеље се налази на надморској висини од 77 м.

## Становништво
| 1951. | 1961. | 1971. | 1981. | 1991. | 2001.  | 2011.  |
| ----- | ----- | ----- | ----- | ----- | ------ | ------ |
| 7.398 | 7.346 | 8.350 | 8.996 | 9.450 | 10.386 | 12.649 |